# Balangoda (popolo)
Il popolo Balangoda era costituito da uomini anatomicamente moderni apparsi per la prima volta in Sri Lanka circa nel 34.000 a.C.

## Origine
Ci sono prove di presenze umane nel Paleolitico (Homo Erectus) risalenti a circa 300.000 anni fa e forse anche già 500.000 anni fa. C'è una forte evidenza di insediamenti preistorici in Sri Lanka da circa 125.000 anni fa.
Resti umani antropologicamente moderni (Homo Sapiens) furono trovati, e successivamente datati alla cultura successiva della seconda età della pietra che sembra aver resistito fino circa al 1000 a.C. in Sri Lanka con il passaggio alla lavorazione del ferro. Questa cultura Mesolitica era conosciuta anche come la cultura Balangoda.
L'altezza fu stimata in 174 centimetri per i maschi e 166 cm per le femmine. Le ossa erano robuste, con teschi massicci, le ossa frontali prominenti, creste, naso schiacciato, delle mascelle robuste e collo corto.
La strumentazione litica dei Balangoda si distingue per la presenza di microliti geometrici, che comprende piccole (meno di 4 cm di lunghezza) scaglie di quarzo e (raramente) in selce molto stilizzate, di forme geometriche triangolari e trapezoidali forma semilunare. S.U. Deraniyagala, ex direttore generale di Archaeology in Sri Lanka, afferma che i microliti geometrici sono stati tradizionalmente considerati il segno distintivo del periodo Mesolitico, secondo i ritrovamenti avvenuti in Europa. Le prime date per i microliti geometrici tradizionali in Europa sono stabilite all'incirca al 12.000 a.C. (Periodo Magdaleniano).
Quindi fu una sorpresa quando questi strumenti furono datati al 31000 a.C. a Batadombalena e 28.000 a.C. in due siti costieri a Bundala e oltre il 30.000 a.C. a Belilena.

## Agricoltura
L'uomo Balangoda sembra essere stato responsabile della creazione delle pianure Horton, nelle colline centrali, poiché si ritiene che bruciasse le foreste a scopo di caccia.
Tuttavia, la scoperta di avena e orzo in pianura risalente a circa 15000 a.C. suggerisce che anche questi uomini si dedicarono altresì ad attività agricole.
I resti scheletrici di cani ritrovati presso la grotta Nilgala e a Bellanbandi Palassa, risalenti al periodo mesolitico, circa 4500 a.C., suggeriscono che l'uomo Balangoda possa avere allevato i cani domestici per la caccia.
Si ritiene che i cani originari dello Sri Lanka, come i Sinhala Hound e Kadar Dog, abbiano un antenato preistorico comune. È anche possibile che l'uomo Balangoda abbia addomesticato nella giungla polli, suini, bufali d'acqua e qualche forma di bue (forse l'antenato del bue dello Sri Lanka che si estinse nel 1940).